# Maracanã (rivier)

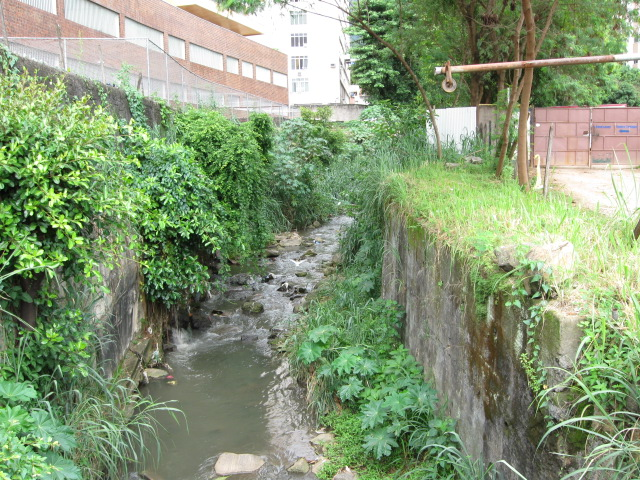
De Maracanã in de wijk Usina, Rio de Janeiro

De Maracanã is een rivier die stroomt door de staat Rio de Janeiro, in het zuidoosten van Brazilië. De Maracanã mondt uit in de Baai van Guanabara. In 1851 is de rivier, die ruim zeven kilometer lang is, gekanaliseerd. De naam betekent in het Tupi–Guarani "groene vogel". Tijdens de aankomst van de Portugezen in Brazilië zagen zij hun leefomgeving bewoond door verschillende soorten papegaaien. Tegenwoordig wordt de omgeving van de Maracanã vrijwel niet meer bewoond door deze vogels, mede door de vervuiling. Personen woonachtig rondom de rivier lozen hun afval in het water, alsmede industriële ondernemingen.
Een van de grootste stadions ter wereld, het Maracanã, is vernoemd naar de rivier. De nabijgelegen Ginásio do Maracanãzinho, een kleiner stadion, heeft als bijnaam Maracanãzinho, wat "klein Maracaña" betekent. De wijk Maracanã is op zijn beurt naar het stadion vernoemd.